# Bira (Ort)
Bira (russisch Бира) ist eine Siedlung städtischen Typs in Russland. Sie liegt in der Jüdischen Autonomen Oblast am gleichnamigen Fluss und hat 3167 Einwohner (Stand 14. Oktober 2010).

## Geschichte
Die heutige Siedlung entstand 1908 am Amur-Zufluss Bira, der ihr auch den Namen gab. Der Flussname selbst ist der Sprache eines in diesem Bereich einst angesiedelten ewenkischen Stamms entnommen und bedeutet so viel wie „großes Wasser“. Die Gründer und die ersten Siedler Biras betrieben dort Anfang des 20. Jahrhunderts vor allem Holzgewinnung und Jagd. 1911 entstand nahe Bira eine Eisenbahnstation.
Nachdem der Ort im Russischen Bürgerkrieg Anfang der 1920er-Jahre umkämpft war, wurde er in den 1930er-Jahren weiter ausgebaut, so dass dort unter anderem ein Sägewerk entstand. Bereits 1936 wurde Bira Zentrum eines Rajons in der Jüdischen Autonomen Oblast.
Neben der Holzverarbeitung gibt es in Bira bis heute eine Eisenbahnwerkstätte.

### Bevölkerungsentwicklung
| Jahr | Einwohner |
| ---- | --------- |
| 1939 | 6354      |
| 1959 | 9121      |
| 1970 | 5220      |
| 1979 | 4484      |
| 1989 | 4111      |
| 2002 | 4311      |
| 2010 | 3167      |

Anmerkung: Volkszählungsdaten